# Lavandula cadevallii
Lavandula cadevallii là một loài thực vật có hoa trong họ Hoa môi. Loài này được Sennen mô tả khoa học đầu tiên năm 1912.